# Anabolizzante
Un anabolizzante è una sostanza chimica che aumenta l'anabolismo, ossia che stimola la formazione di molecole complesse (proteine, lipidi complessi e polisaccaridi) a partire da molecole semplici (rispettivamente amminoacidi, acidi grassi e monosaccaridi).
Esempi tipici sono l'insulina, il testosterone, gli steroidi anabolizzanti (forme chimicamente modificate di testosterone, quali dianabol e nandrolone) e l'ormone della crescita.

## Utilizzo medico
La terapia medica a base di sostanze anabolizzanti è rivolta a curare malattie come l'anemia, l'osteoporosi, il diabete mellito, l'ipogonadismo, l'impotenza, nanismo.
I farmaci anabolizzanti possono essere usati anche in adolescenti con seri problemi di crescita per deficienze ormonali.
Gli stessi possono essere impiegati nei processi di transizione dovuti alla disforia di genere.

## Effetti collaterali
Dal momento che queste sostanze sono simili all'ormone responsabile dello sviluppo dei caratteri sessuali primari e secondari maschili, chi li assume va incontro a mascolinizzazione (soprattutto le donne), cioè ad esempio aumento della massa muscolare, alzamento della voce e irsutismo. Nei maschi dopo assunzione per lunghi periodi può manifestarsi invece femminilizzazione in quanto viene inibita la secrezione di testosterone endogeno da parte dei testicoli che continuano a liberare solo estrogeni.

## Carenza di ormoni anabolizzanti e mortalità
La carenza di ormoni anabolizzanti (soprattutto IGF-I e testosterone) aumenta la mortalità e il rischio di collasso cardiocircolatorio.

## Regolamentazione
Gli anabolizzanti sono sottoposti alla rigida legislazione che regola il doping. Questa legge è stata modificata alla fine del 2005 per regolare l'uso di sostanze in grado di migliorare le prestazioni sportive, soprattutto in occasione dei XX Giochi olimpici